# ژوزه مانوئل باروزو
ژوزه مانوئل باروزو(به پرتغالی: José Manuel Durão Barroso) سیاستمدار پرتغالی و رئیس پیشین کمیسیون اروپا است. او همچنین از ۶ آوریل ۲۰۰۲ تا ۱۷ ژوئیه ۲۰۰۴ به‌عنوان نخست‌وزیر پرتغال فعالیت می‌کرده‌است.